# Jan Pontier
Jan Pontier is een Nederlands acteur die voornamelijk kleine rollen speelt, zoals een barman in de serie Flodder. Ook deed hij mee in films als Karakter en Loenatik - De moevie. 

## Filmografie
- Overspel televisieserie 2012 - aannemer
- Ernst, Bobbie en de geslepen Onix (2007) - Berend
- Lotte televisieserie - Eigenaar snackbar (Afl., 194, 2006)
- Spoorloos verdwenen televisieserie - Huisbaas (Afl., De verdwenen student, 2006)
- Parels & Zwijnen televisieserie - Kok (Afl., Gun Crazy, 2005)
- Loenatik - De moevie (2002) - Kok
- Spangen televisieserie - Raamexploitant (Afl., Verblinding, 2002)
- Russen televisieserie - Havenarbeider (Afl., Het Jaar van de Slang, 2001)
- Kick (2001) - Taxichauffeur
- Flodder televisieserie - Barman Robbie (Afl. Huisbezoek, 1999|Breekpunt, 1999|Lijmpoging, 1998|Schijnvertoning, 1998|Heerlijk Avondje, 1995)
- Karakter (1997) - 'Meijer'
- Flodder 3 (1995) - Vrachtwagenchauffeur
- Dood Spoor (1994) - Dronken man
- Het leven is.. televisieserie - Wasbroeder (Afl., Ziek, 1994)
- Me Duele El Alma (1993) - Pooier
- Han de Wit (1990) - Vuilnisman
- Jan Rap en z'n maat (1989) - Louis